# ترنس الکساندر
ترنس الکساندر (انگلیسی: Terence Alexander; ۱۱ مارس ۱۹۲۳ – ۲۸ مهٔ ۲۰۰۹) بازیگر اهل بریتانیا بود.
از فیلم‌ها یا برنامه‌های تلویزیونی که وی در آن نقش داشته‌است می‌توان به برژراک، زنی بدون نام، اطلاعات طبقه‌بندی‌شده، جاده صاف‌کن، نورمن در فضا، بانوی خوشگذران، در ضرب، آدم‌های خیلی مهم، مردان باهوش، جودیت، چه چیزی برای هالو خوب است، واترلو، روز شغال، کلودین، خانه پربرکت، مسیحی جادویی و حادثه اشاره کرد.